# أنديرة شويكية
أنديرة شويكية (الاسم العلمي:Andira spinulosa) هي نوع من النباتات تتبع جنس الأنديرة من الفصيلة البقولية.